# Vagner da Silva
Vagner da Silva známý i jako Vagner (* 6. června 1986, Araruna, Paraná, Brazílie), je brazilský fotbalový brankář, který v současné době působí v portugalském klubu GD Estoril Praia.

## Klubová kariéra
V Brazílii působil v klubech CA Paranaense, Ituano a Desportivo Brasil.
S portugalským klubem GD Estoril Praia slavil v sezóně 2011/12 titul v portugalské druhé lize Segunda Liga a tím pádem postup do Primeira Ligy.
S Estorilem se představil v základní skupině Evropské ligy 2013/14, kde vedle českého klubu FC Slovan Liberec narazil na německý SC Freiburg a španělskou Sevillu. Ve skupině skončil Estoril se ziskem 3 bodů na posledním čtvrtém místě, do jarních vyřazovacích bojů se tak hráč s klubem neprobojoval. V Estorilu se stal kapitánem.